# Заблоцкий, Николай Иванович
Николай Иванович Заблоцкий (укр.  Микола Іванович Заблоцький; 1928—2000) — украинский и советский тренер по тяжёлой атлетике, заслуженный тренер Украинской ССР (1965), заслуженный тренер СССР (1970). Судья международной категории (1977).

## Биография
Выпускник Луганского педагогического института (1963). Под его руководством команда тяжелоатлетов спортивного клуба «Зоря» Ворошиловградского тепловозостроительного завода (ныне Луганский тепловозостроительный завод) 11 раз становилась чемпионом первенства СССР среди коллективов физической культуры (1964—1975).
Среди его воспитанников — Александр Кидяев, Валентин Михайлов, Александр Сеньшин, Юрий Яблоновский.
Автор книги «„Зоря“ — сім’я богатирів» (Киев, 1977).